# 알려지지 않은 미지의 것들이 있다

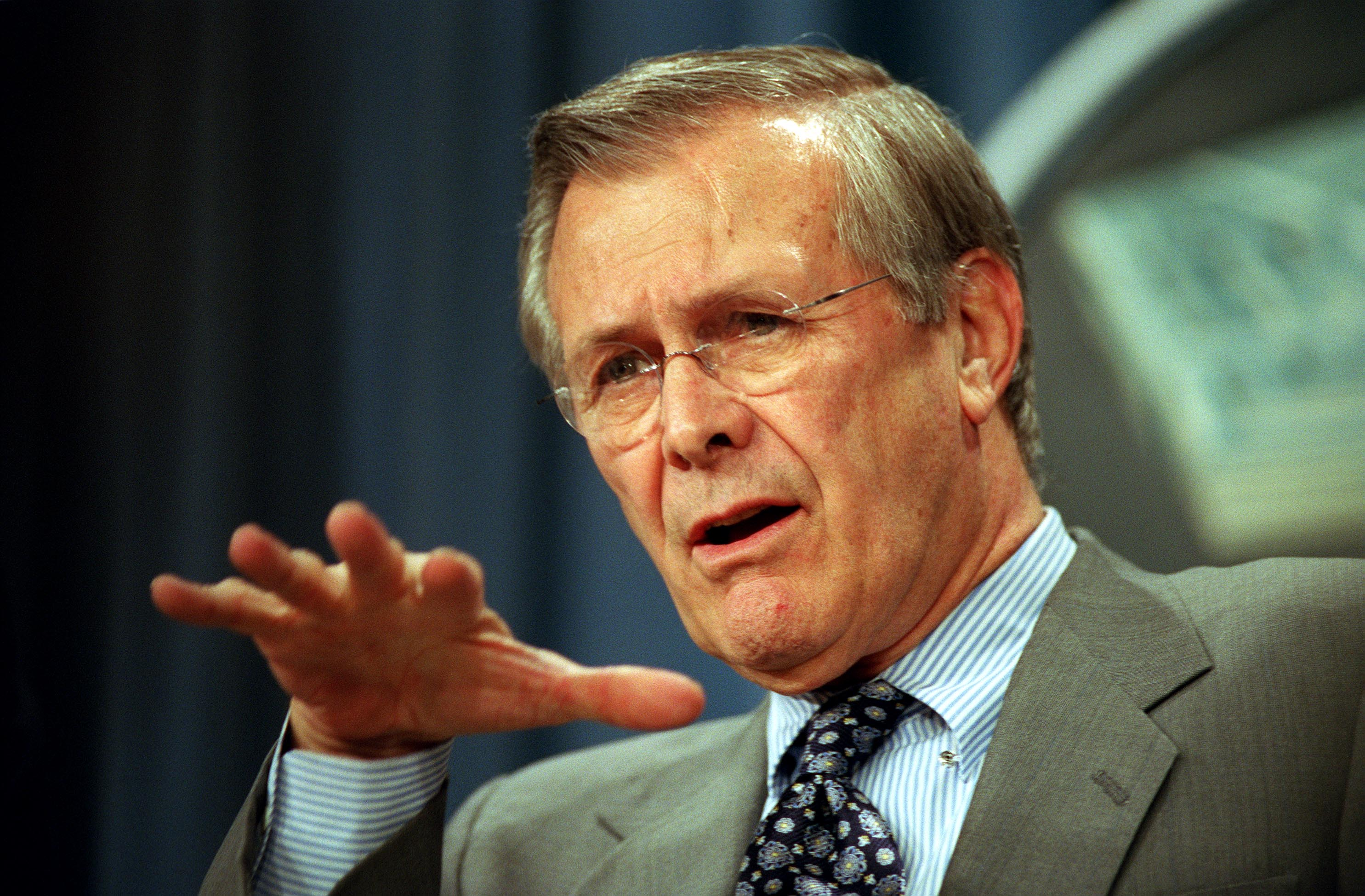
2002년 2월 펜타곤 기자회견 중인 럼스펠드

알려지지 않은 미지의 것들이 있다(There are unknown unknowns)는 2002년 2월 12일 미국 국방부 뉴스 브리핑에서 도널드 럼즈펠드 미 국방장관이 테러단체에 대량살상무기를 공급하는 것과 더불어 이라크 정부와 연관되는 증거가 부족하다는 질문에 한 답변에서 나온 말이다. 럼스펠드는 이렇게 말했다.
어떤 일이 일어나지 않았다는 보고는 항상 나에게 흥미롭다. 왜냐하면 우리가 알고 있듯이 알려진 사실이 있기 때문이다. 우리가 아는 것들이 있다. 우리는 또한 알려지지 않은 것으로 알려진 것이 있다는 것을 알고 있다. 즉, 우리가 모르는 것이 있다는 것을 알고 있다는 것이다. 그러나 알려지지 않은 미지의 것들, 즉 우리가 모르는 것 또한 있다. 그리고 우리나라와 다른 자유국가의 역사를 살펴보면 후자의 경우가 어려운 경향이 있다.
이 발언은 많은 논평의 주제가 되었다. "The Decision Book"(2013)에서 저자 미카엘 크로게루스(Mikael Krogerus)는 이를 "럼스펠드 행렬"(Rumsfeld matrix)이라고 부른다. 이 성명은 에롤 모리스(Errol Morris)가 감독한 2013년 다큐멘터리 영화 "The Unknown Known"에도 등장한다.
알려진 미지의 것들(Known Unknowns)은 "결항된 항공편과 같이 딩신이 알고 있는 위험"을 의미하는 반면, 알려지지 않은 미지의 것들(Unknown Unknowns)은 너무 예상치 못한 상황에서 발생하는 위험으로 간주되지 않는다.

## 같이 보기
- 흑고니 이론
- 더닝-크루거 효과
- 인식 논리
- 나는 내가 알지 못함을 안다
- 이그노라무스 에트 이그노라비무스
- 조해리의 창
- 러셀의 찻주전자
- 무지에 호소하는 논증